# Passiflora manicata
Passiflora manicata (Juss.) Pers. – gatunek rośliny z rodziny męczennicowatych (Passifloraceae Juss. ex Kunth in Humb.). Występuje naturalnie w Wenezueli, Kolumbii, Ekwadorze oraz Peru. 

## Morfologia
PokrójZdrewniałe, trwałe, mniej lub bardziej owłosione liany.
LiściePotrójnie klapowane, rozwarte lub ostrokątne u podstawy, skórzaste. Mają 4,5–11 cm długości oraz 4,5–13 cm szerokości. Ząbkowane, z tępym lub ostrym wierzchołkiem. Ogonek liściowy jest owłosiony i ma długość 50 mm. Przylistki są w kształcie nerki, mają 1–2 mm długości.
KwiatyPojedyncze. Działki kielicha są podłużne, zielonoczerwonawe, mają 3,5–4,5 cm długości. Płatki są podłużne, czerwonawe, mają 2,5–3 cm długości. Przykoronek ułożony jest w pięciu rzędach, purpurowy, ma 1–4 mm długości.
OwoceSą jajowatego kształtu. Mają 3,5–5 cm długości i 2–2,5 cm średnicy.